# Tony Gilroy
Tony Gilroy (New York, 11 september 1956) is een Amerikaanse scenarioschrijver, filmregisseur en -producent.
Gilroy werd in Manhattan geboren als de zoon van Pulitzerprijswinnaar Frank D. Gilroy. In de jaren 90 kwam zijn filmcarrière op gang toen hij het scenario voor de komediefilm The Cutting Edge mocht schrijven. In 1997 schreef hij het scenario van The Devil's Advocate, een film met Keanu Reeves en Al Pacino.  Het jaar erop schreef hij het scenario voor de rampenfilm Armageddon. In 2002, 2004 en 2007 kwamen de Bourne-films uit, met Matt Damon als Jason Bourne. Gilroy schreef de scenario's voor alle drie de films. In 2007 maakte Gilroy zijn debuut als regisseur met de film Michael Clayton, waarvoor hij werd genomineerd voor een Oscar voor beste regisseur.
Gilroy werkt regelmatig samen met regisseur Taylor Hackford.
Zijn broers John en Dan Gilroy zijn eveneens actief in de filmindustrie.

## Filmografie
- Dolores Claiborne (1995)
- The Devil's Advocate (1997)
- Armageddon (1998)
- Proof of Life (2000)
- The Bourne Identity (2002)
- The Bourne Supremacy (2004)
- The Bourne Ultimatum (2007)
- Michael Clayton (2007)
- Duplicity (2009)
- The Bourne Legacy (2012)
- The Great Wall (2016)
- Rogue One: A Star Wars Story (2016)
- Andor (2022-2025)

## Stamboom
|  |  |  |  |  |  |  |  |                    |                    |                    |                    |                    |                    |  |  |  |  |                   |                   | Frank D. Gilroy (1925–2015) | Frank D. Gilroy (1925–2015) | Frank D. Gilroy (1925–2015) | Frank D. Gilroy (1925–2015) | Frank D. Gilroy (1925–2015) | Frank D. Gilroy (1925–2015) |  |  |                   |                   |                   |                   | Ruth Dorothy Gaydos | Ruth Dorothy Gaydos | Ruth Dorothy Gaydos | Ruth Dorothy Gaydos | Ruth Dorothy Gaydos | Ruth Dorothy Gaydos |                    |                    |                    |                    |                    |                    |
|  |  |  |  |  |  |  |  |                    |                    |                    |                    |                    |                    |  |  |  |  |                   |                   | Frank D. Gilroy (1925–2015) | Frank D. Gilroy (1925–2015) | Frank D. Gilroy (1925–2015) | Frank D. Gilroy (1925–2015) | Frank D. Gilroy (1925–2015) | Frank D. Gilroy (1925–2015) |  |  |                   |                   |                   |                   | Ruth Dorothy Gaydos | Ruth Dorothy Gaydos | Ruth Dorothy Gaydos | Ruth Dorothy Gaydos | Ruth Dorothy Gaydos | Ruth Dorothy Gaydos |                    |                    |                    |                    |                    |                    |
|  |  |  |  |  |  |  |  |                    |                    |                    |                    |                    |                    |  |  |  |  |                   |                   |                             |                             |                             |                             |                             |                             |  |  |                   |                   |                   |                   |                     |                     |                     |                     |                     |                     |                    |                    |                    |                    |                    |                    |
|  |  |  |  |  |  |  |  |                    |                    |                    |                    |                    |                    |  |  |  |  |                   |                   |                             |                             |                             |                             |                             |                             |  |  |                   |                   |                   |                   |                     |                     |                     |                     |                     |                     |                    |                    |                    |                    |                    |                    |
|  |  |  |  |  |  |  |  | Tony Gilroy (1956) | Tony Gilroy (1956) | Tony Gilroy (1956) | Tony Gilroy (1956) | Tony Gilroy (1956) | Tony Gilroy (1956) |  |  |  |  | Dan Gilroy (1959) | Dan Gilroy (1959) | Dan Gilroy (1959)           | Dan Gilroy (1959)           | Dan Gilroy (1959)           | Dan Gilroy (1959)           |                             |                             |  |  | Rene Russo (1954) | Rene Russo (1954) | Rene Russo (1954) | Rene Russo (1954) | Rene Russo (1954)   | Rene Russo (1954)   |                     |                     |                     |                     | John Gilroy (1959) | John Gilroy (1959) | John Gilroy (1959) | John Gilroy (1959) | John Gilroy (1959) | John Gilroy (1959) |
|  |  |  |  |  |  |  |  | Tony Gilroy (1956) | Tony Gilroy (1956) | Tony Gilroy (1956) | Tony Gilroy (1956) | Tony Gilroy (1956) | Tony Gilroy (1956) |  |  |  |  | Dan Gilroy (1959) | Dan Gilroy (1959) | Dan Gilroy (1959)           | Dan Gilroy (1959)           | Dan Gilroy (1959)           | Dan Gilroy (1959)           |                             |                             |  |  | Rene Russo (1954) | Rene Russo (1954) | Rene Russo (1954) | Rene Russo (1954) | Rene Russo (1954)   | Rene Russo (1954)   |                     |                     |                     |                     | John Gilroy (1959) | John Gilroy (1959) | John Gilroy (1959) | John Gilroy (1959) | John Gilroy (1959) | John Gilroy (1959) |

- Biblioteca Nacional de España: XX1360939
- Bibliothèque nationale de France: cb140284365 (data)
- Catàleg d'autoritats de noms i títols de Catalunya: 981058522311306706
- CiNii: DA14791775
- Gemeinsame Normdatei: 136332528
- International Standard Name Identifier: 0000 0001 1772 3959
- Library of Congress Control Number: no2002066445
- Nationale Bibliotheek van Letland: 000337771
- Bibliotheek van het Japanse parlement: 01158299
- Nationale Bibliotheek van Tsjechië: xx0102318
- Nationale Bibliotheek van Israël: 987007449604305171
- Nationale Bibliotheek van Polen: a0000002610785
- Nederlandse Thesaurus van Auteursnamen: 307980413
- SNAC: w6dj5g33
- Système universitaire de documentation: 149748124
- Virtual International Authority File: 80695331
- WorldCat: E39PBJpdM4Ggq79D3gbpXWG4MP